# Старые Тэуры
Старые Тэуры (рум. Tăura Veche, Тэура-Веке) — село в Сынжерейском районе Молдавии. Является административным центром коммуны Старые Тэуры, включающей также село Новые Тэуры.

## География
Село расположено на высоте 114 метров над уровнем моря.

## Население
По данным переписи населения 2004 года, в селе Тэура Веке проживает 535 человек (266 мужчин, 269 женщин).
Этнический состав села:
| Национальность | Число жителей | Процентный состав |
| -------------- | ------------- | ----------------- |
| украинцы       | 452           | 84.49             |
| молдаване      | 80            | 14.95             |
| русские        | 3             | 0.56              |
| Всего          | 535           | 100 %             |